# Geleefrüchte

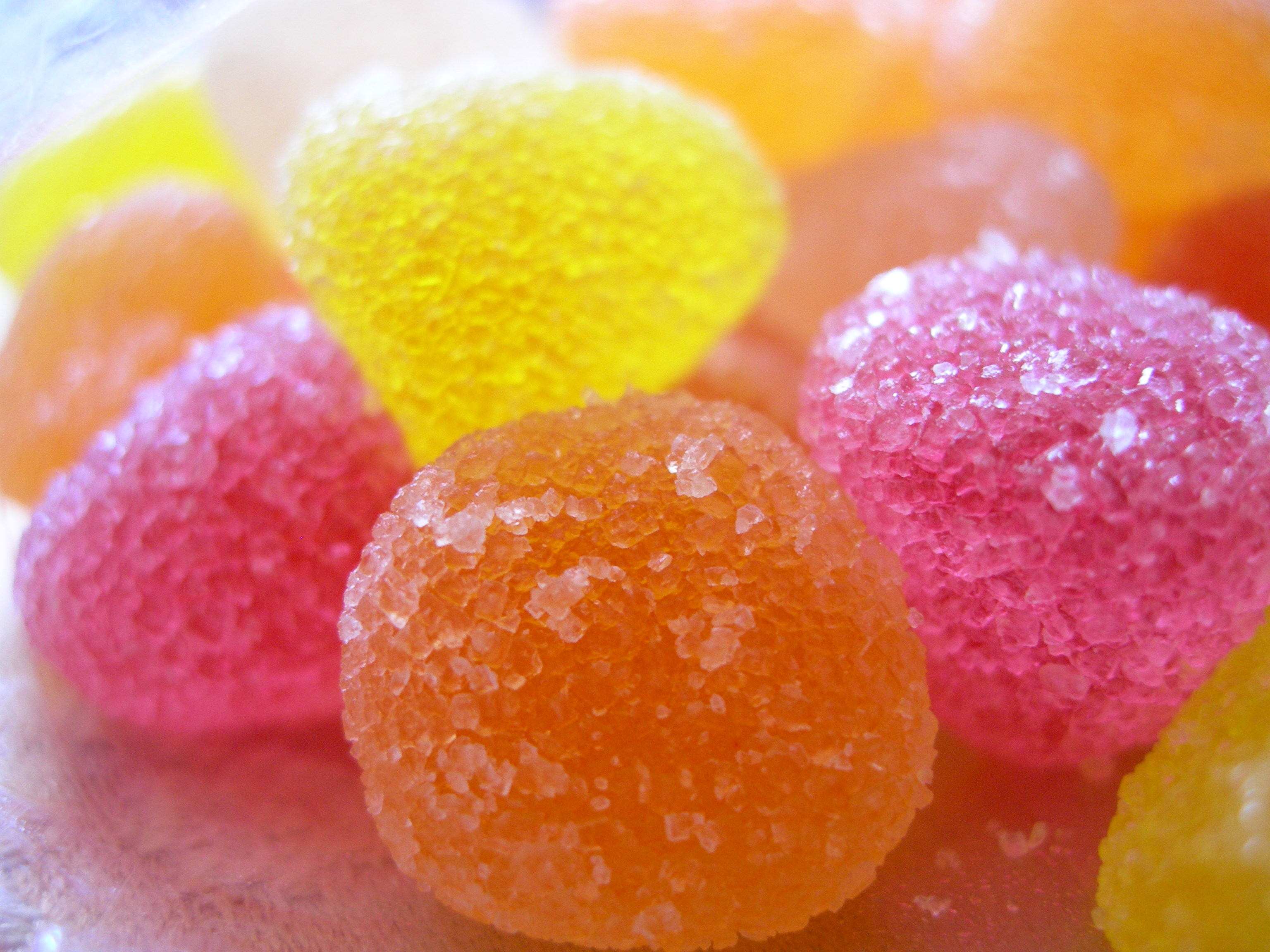

Geleefrüchte (engl. jelly fruits) sind eine halbweiche, auf Stärke basierte gelatinisierte Süßware in Form von Früchten, wie z. B. Himbeeren, Brombeeren, Orangenscheiben oder Zitronenspalten.
Gelee-Süßigkeiten sind ab Anfang des 20. Jahrhunderts nach der Erfindung der Vakuumkochtechnik entwickelt worden.
Sie bestehen aus Glukosesirup, Zucker (i. d. R. Rübenzucker), Wasser, natürlichen, naturidentischen oder künstlichen Aromastoffen, Feuchthaltemittel (Sorbit oder Invertzucker), Säure sowie Farbstoffen. Als Geliermittel finden Agar-Agar (E 406) oder Pektin (E 440) Verwendung.
Die zuckrige Grundmasse wird mit Geliermittel sowie einem Feuchthaltemittel zur gewünschten Konsistenz verkocht, mit Aroma und Säure vermischt und dann in die mit Puderzucker ausgestäubten gewünschten Formen gegossen. Nach der Auskühlung werden die Geleefrüchte nochmals kurz befeuchtet und mit Kristallzucker bestreut.
Sehr hochwertige Geleefrüchte werden auch aus reinem Fruchtmark hergestellt.
Eine Abart der Geleefrüchte stellen die Jelly Beans oder die Gummibärchen etc. dar; sie haben einen deutlich höheren Gehalt an Geliermitteln und sind daher weniger weich.